# Thérèse de Kermel
Thérèse de Kermel, née Thérèse Germaine Charlotte Villard le 15 juin 1874 à Paris et décédée le 13 juin 1955 à Bénodet, est une joueuse de tennis française du début du XXe siècle.

## Biographie
Fille de Théodore Villard et petite-fille du ministre Jacques Alexandre Bixio, elle se marie le 30 septembre 1899 à Paris avec le comte Olivier de Kermel.
La comtesse de Kermel a notamment remporté le simple dames du championnat de France de tennis en 1907. 
Elle est aussi la sœur d'Abeille Villard-Gallay (finaliste de cette même compétition en 1909) et de l'épouse du général Jean-Léonard Koechlin-Schwartz, et la tante de Jacqueline Gallay (joueuse dans l'entre-deux-guerres).

## Palmarès (partiel)

### Titre en simple dames
| No | Date       | Nom et lieu du tournoi       | Catégorie | Surface      | Finaliste        | Score    |          |
| -- | ---------- | ---------------------------- | --------- | ------------ | ---------------- | -------- | -------- |
| 1  | ??-05-1907 | Championnat de France, Paris | G. Chelem | Terre (ext.) | Catherine d'Elva | 6-1, ab. | Parcours |

## Parcours en Grand Chelem (partiel)
Si l’expression « Grand Chelem », tirée du bridge, désigne classiquement les quatre tournois les plus importants de l’histoire du tennis, elle n'est utilisée pour la première fois qu'en 1933 quand l'Australien Jack Crawford perd la finale du Championnat des Etats-Unis en septembre (après avoir mené deux sets à zéro) alors qu'il avait gagné les trois tournois dudit "grand chelem" précédents. L'expression n'acquiert la plénitude de son sens que peu à peu après le premier Grand Chelem de Donald Budge en 1938, et à partir des années 1950 quand les voyages internationaux s'accélèrent. Aujourd'hui chacun des quatre tournois du Grand Chelem est appelé - par extension colloquiale - un Grand Chelem.

### En simple dames
| Année | - | - | Championnat de France | Championnat de France | Wimbledon | Wimbledon | US National | US National |
| 1907  | - | - | All comer's victoire  | Catherine d'Elva      | -         | -         | -           | -           |

À droite du résultat, l’ultime adversaire.